# Miyuki Izumi
Miyuki Izumi (泉 美幸 Izumi Miyuki?), född 31 maj 1975, är en japansk tidigare fotbollsspelare.
Miyuki Izumi debuterade för japans landslag den 16 maj 1996 i en 0–4-förlust mot USA. Hon spelade 5 landskamper för det japanska landslaget. Hon deltog bland annat i OS 1996.